# ریوتارو مگومی
ریوتارو مگومی (انگلیسی: Ryutaro Megumi؛ زادهٔ ۲۹ ژوئن ۱۹۹۳) بازیکن فوتبال اهل ژاپن است.
از باشگاه‌هایی که در آن بازی کرده‌است می‌توان به باشگاه فوتبال تامپینس روفرز اشاره کرد.